# Nikołaj Pomiałowski
Nikołaj Pomiałowski (ros. Николай Герасимович Помяловский; ur. 11 kwietnia?/23 kwietnia 1835 w Petersburgu, zm. 5 października?/17 października 1863 tamże) – rosyjski prozaik. 
Znany dzięki powieściom Mieszczańskie szczęście, Mołotow oraz Obrazki z bursy, krytykującej ówczesny system edukacji. Członek grupy raznoczyńców.

## Publikacje
- Очерки бурсы: Obrazki z bursy
- Мещанское счастье: Mieszczańskie szczęście
- Молотов: Mołotow
- Брат и сестра: Brat i siostra (niedokończone)
- Поречане (niedokończone)